# Paragus sexarcuatus
Paragus sexarcuatus är en tvåvingeart som beskrevs av Jacques-Marie-Frangile Bigot 1862. Paragus sexarcuatus ingår i släktet stäppblomflugor, och familjen blomflugor.
Artens utbredningsområde är Frankrike. Inga underarter finns listade i Catalogue of Life.